# Primary 〜Magical★Trouble★Scramble〜
『Primary 〜Magical★Trouble★Scramble〜』（ぷらいまりー まじかる とらぶる すくらんぶる）とは、2009年6月26日にSkyFishより発売されたアダルトゲームである。

## 作品概要
本作は、SkyFishの第6作目となるファンタジー系恋愛アドベンチャーゲーム。2008年12月5日にSkyFishのHPで制作を告知、同年12月20日に発売された『TECH GIAN』2009年2月号にて正式タイトルが広告と共に先行発表された。SkyFishの作品で原画とキャラクターデザインを全て蔓木鋼音が担当するのは、第2作目の『白銀のソレイユ -Successor of Wyrd≪運命の継承者≫-』以来となる。販売促進活動として、本作に使用された楽曲を収録したCDをゲーム本体に先立って発売し、またゲームやCDを紹介するCMをYouTubeに掲載する他、池袋にあるロールプレイングカフェ『アカシウス寄宿舎学園』で期間限定イベントを催すなど様々な宣伝活動が行われた。

## ストーリー
神が人々に魔法を与えた地―「神都ヴァンチェスタ」。魔法関係の学術機関としては世界最大規模である「神立ヴァンチェスタ魔法学院」に、六桜琥珀は妹と共に時期外れの転入生として日本から留学してくる。彼の留学目的は、日本では禁忌とされた精霊に関わる魔法制御技術を習得すること。そして、精霊が原因で目が見えなくなった妹の視力を取り戻すことにあった。
転入手続きをするため学院に訪れた琥珀は、暴走した精霊が少女を襲っている場面に遭遇する。彼女を助けるために戦った末に精霊を鎮めることに成功するが、その過程で襲われていた少女の姉―プリムを巻き込むと共に入寮予定の建物を破壊してしまう。代わりの部屋を探す琥珀たちはプリムたちに冒険者の宿「ホーリーベル」を紹介してもらい、彼らはここに下宿することとなる。
翌日、登校した彼はマトゥリタという試験が来週から始まることを知る。その日の説明会（研究室紹介）でリカルド教師の魔法制御を見た琥珀は、自身の目的の為に彼の研究室に入ることを決める。そして、同じ研究室に入ることを決めたプリムたちと一緒にマトゥリタに挑んでいく。

## 登場キャラクター

### メインキャラクター
六桜 琥珀（りくおう こはく）
声：ほうでん亭ノドガシラ（ドラマCD）
本作の主人公。父親譲りの頑固な性格と信念を貫く意志を持つが、大事な妹である日奈々の前では形無しとなる。日本からの留学生であり、刀の形状をしたタクト（魔法の杖）を所持していることもあってか、周囲からは度々“サムライ”と呼ばれるが、実際は検非違使の一族である為サムライと呼ばれることに多少抵抗がある。
プリム＝リナ＝オクレイン
声：青葉りんご
学年首席の秀才でありクラスでは委員長的な存在（委員長は別にいる）。基本的に面倒見が良いが、負けず嫌いで短気なところもある。特に主人公に対しては最悪な出会い方をしたこともあって頻繁に諍いが起こる。ヴァンチェスタ王国の辺境に領地を持つ伯爵家の令嬢だが、その生活態度はいたって庶民的である。ただし、他人から“田舎貴族”、“辺境伯の娘”呼ばわりされることは我慢出来ない。
ライム＝ルナ＝オクレイン
声：藤森ゆき奈
プリムの双子の妹。暴走した精霊に襲われていたところを主人公に助けてもらった事がきっかけとなって主人公に好意を寄せる。そして、主人公と同じ研究室に所属することを決意する。基本的に内向的な性格であるが、時折腹黒い一面を見せる。姉と同等の実力を持つものの、自身の行使する黒魔法に対して悪いイメージを抱いているため、魔法の行使や習得に消極的でいる。
マリアフィア＝シフォネーゼ
声：上田朱音
オクレイン姉妹の親友で、彼女も主人公と同じ研究室へ所属する。愛称は「マリア」。社交的な性格でクラス一の情報通。アイスクリーム屋を世界的にチェーン展開するシフォネーゼ社の社長令嬢。精霊使いでペンギンに似た使い魔「モンブラン」を使役する。
ミンティア＝ミミット＝ミディム
声：民安ともえ
主人公の一つ年上の先輩だが、見た目は年下の少女で性格も子供っぽい。しかしその実力は学生レベルを超えており、昨年のマトゥリタでは歴代で最高ポイントを取得して一足飛びに卒業資格まで得ている。国王に唯一意見出来る貴族―ミディアム公爵家の令嬢でもある。ネコミミのカチューシャがチャームポイント。
チャイム＝ミルフォークス
声：中家志穂
誕生日：4月6日
主人公たちが下宿するホーリーベルの看板娘であり、主人公と同じ学院に通う後輩でもある。同学年の日奈々とはすぐに打ち解けて親友となる。姉のセラフィナが真面目に働かないこと、姉が原因で宿屋が休業状態であること、姉からセクハラまがいのイジメを受けることに頭を悩ませる日々を過ごす。
六桜 日奈々（りくおう ひなな）
声：まきいづみ
主人公の一つ年下の妹。謎の精霊が原因で視力を失っているが、母から与えられた使い魔であるぴよ丸が目の代わりを果たす為、基本的に生活に支障はない。主人公に対して兄妹以上の感情を抱いており、主人公の留学にも無理を言ってついてきた。しっかり者であり、抜けたところがある主人公の世話をよく焼いている。

### サブキャラクター
セラフィナ＝ミルフォークス
声：吉川華生
リカルド＝ガディオン
声：未公開
アルフレッド＝セバスチャン
声：未公開
シャロン＝エルフィーナ
声：未公開
ユキ＝クランド
声：未公開
ネモ＝ルイージャ
声：未公開
ロベルト＝エンツォ
声：未公開
エンリコ＝フルラネット
声：未公開
アニタ＝ノーノ
声：未公開
ジャコモ＝デリ＝シジズモンド
声：未公開
タルンカッペ＝ソロ
声：未公開
キリカ＝フェネシュ
声：未公開
ルルノア＝ロロ＝トラエッタ
声：未公開
ブラネリー＝トロア＝カルシモンド
声：未公開
ファテシア＝セインテリア＝ヴァンチェスタ
声：未公開
ぴよ丸
声：未公開
日奈々の使い魔。鳳凰という精霊の子供で「陽王丸（ひおうまる）」という正式名称があるのだが、見た目が太ったひよこなので主人公からは“ひよこ大福”と呼ばれる。尊大な性格だが女の子に対しては甘い一面がある。
モンブラン
声：未公開
マリアの使い魔。フロストジャイアントという精霊の幼生だが、見た目はペンギンである。

## 用語
神都ヴァンチェスタ
「水の神都」と呼称されるヴァンチェスタ王国の王都で、世界で最も美しい水上都市と言われている。神が人間に魔法を伝授した4つの場所の内の1つとされており、全ての魔法使いたちにとっての聖地である。古代王国時代の遺跡などが数多く点在する。
神立ヴァンチェスタ魔法学院
世界最大規模の魔法学院で、学院には約4千人の学生や教師たちが在籍している。古代王国時代からの魔法技術を伝授するだけではなく、魔法技術研究においても世界最先端にある。学院の敷地内には古代王国時代の遺跡「神の学舎」があり、この遺跡はかつて神が人々に魔法を伝えた場所と言われている。
マトゥリタ（完熟試験）
魔法使いとしての進級試験のことで、その試験結果は今後の進路だけでなく卒業後の人生を左右するほどの重要性を持つ。各学生は希望する研究室に所属することによって、そこの資料の閲覧と設備を利用出来る許可を得る。その後、教師などから与えられる様々な依頼をこなし、それぞれの結果に対しポイント制で評価される。様々な分野を専攻する教師がおり、教師によって試験内容は簡単だが得られる評価が低かったりその逆もある。前述の通り試験結果で今後の進路が決まる為、研究室選びは重要となる。

## スタッフ
- 監督 - ひろもりさかな
- 企画・原案 - 戌鈴。
- 原画 - 蔓木鋼音
- シナリオ - 巳無月、素浪人、弘森魚
- 音楽 - MANYO（LittleWing)
  - 主題歌 -『Primary』、歌 - Rita、作詞 - marie、作曲 - MANYO

## 購入特典
初回特典
- イラスト・設定画集「プライマリー・ビジュアルアートブック」

店舗特典
- ソフマップ：描き下ろし抱き枕カバー、Special Accessory Disc（壁紙やシステム音声などを収録）
- メッセサンオー：描き下ろし抱き枕カバー、Special Accessory Disc（壁紙やシステム音声などを収録）
- げっちゅ屋：描き下ろしテレカ
- とらのあな：描き下ろしテレカ
- GOODWILL：描き下ろしテレカ
- メディオ：描き下ろしテレカ
- アソビットシティ：描き下ろしテレカ
- SkyFish Online Shop：描き下ろしテレカ
- アニブロゲーマーズ他 5店舗：オリジナルテレカ

予約者先着キャンペーン
2009年4月24日～5月10日の期間中にキャンペーン実施店舗で対象商品を予約した人に、先着でオリジナルスリムポスターを配布した。

## 関連商品
CD
- 「Primary O.S.T+」（2009年5月29日発売、AUDIO-CD 2枚組、JANコード：45-20424-27018-7）

ゲーム中のBGM15曲とボーカル2曲を収録したサウンドトラックと、録り下ろしのドラマCDがセットになったもの。
モバイル
- ケータイメニュー（『アニメ＆ゲームきせかえ』株式会社アイロゴス）

その他
- 抱き枕カバー（「DENGEKI HIME」2009年7月号 誌上通販）
- 神立ヴァンチェスタ魔法学院 女子制服（『BOO-COS』より発売）